# Nazir Nabaa
Nazir Nabaa (arabe : نذير نبعة), né en 1938 à Damas en Syrie et mort en 2016 à Damas, est un peintre syrien.

## Biographie
Considéré comme l'un des pionniers de l'art syrien moderne, il a étudié à l'École des Beaux-Arts du Caire au Caire de 1959 à 1965, à l'époque de la République arabe unie entre l'Égypte et la Syrie, avec ses collègues syriens tels que Mumtaz Al Bahra et Ghazi Al-Khalidi. Puis il a étudié à l'École nationale supérieure des Beaux-Arts à Paris de 1971 à 1974. Il est retourné ensuite à Damas pour enseigner à la faculté des Beaux-arts de l'Université de Damas.

## Œuvres
Le style de Nazir Nabaa se reconnaît à la fusion entre l'art visuel ancien et des tèmatiques modernes.
Ses œuvres sont exposées dans des musées tels que la Galerie nationale des Beaux-Arts de Jordanie.

## Récompenses
- 1968 : Biennale d'Alexandrie, Prix du jury[4].
- 1979 : Diplôme, Exposition internationale de Bratislava, pour son œuvre « Children drawing and painting »[4].
- École nationale supérieure des Beaux-Arts, prix spécial pour « Works leading to graduation »[4].
- 1995 : Biennale internationale du Caire, Prix du jury[4].